# 아제르바이잔의 코로나19 범유행
다음은 아제르바이잔의 코로나19 범유행 현황에 대한 설명이다.
아제르바이잔에서의 COVID-19 대유행은 SARS-CoV-2에 의해 야기된 전 세계적인 COVID-19 대유행의 일부다. 이 바이러스는 2020년 2월 첫 사례가 확인되면서 아제르바이잔으로 확산된 것으로 확인됐다.
2020년 6월 초에는 수도 바쿠를 포함한 주요 도시에 6월 5일부터 6월 8일까지 완전한 폐쇄가 도입되었다.

## 배경
세계보건기구(WHO)는 12일 2019년 12월 31일 처음 WHO의 주목을 받았던 중화인민공화국 후베이성 우한시의 한 집단에서 신종 코로나바이러스가 호흡기 질환의 원인임을 확인했다. 이 군단은 처음에 우한화난수산물도매시장과 연결되어 있었다. 그러나 실험실 확정 결과가 나온 그 첫 사례들 중 일부는 시장과 연관성이 없었고, 전염병의 근원은 알려져 있지 않다.
2003년 사스와 달리 COVID-19의 경우 치명률은 훨씬 낮았지만, 총 사망자 수가 상당할 정도로 감염 경로는 훨씬 더 컸다. COVID-19는 전형적으로 약 7일 정도의 독감과 유사한 증상을 보이며, 그 후 일부 사람들은 병원에 입원해야 하는 바이러스성 폐렴의 증상으로 발전한다. 3월 19일부터 COVID-19는 더 이상 "높은 결과 감염병"으로 분류되지 않았다.

## 영향
3월 4일, 바쿠 로드 자전거 경주대회(3월 7~8일 개최 예정)와 아제르바이잔 농구선수권대회 1차 투어가 취소되었다. 3월 10일, 바쿠와 아제르바이잔 지역의 노브루즈 명절과 관련된 전통적인 축제들이 취소되었다.
3월 13일, 제55회 유럽 가라테 선수권 대회 (3월 25~29일 개최 예정)가 취소되었다. 또한 아제르바이잔 프리미어리그는 대유행으로 인해 연기되었다. 또한 바쿠 월드컵 예술 체조 결승전(3월 14~15일 예정)은 이미 예선이 끝난 후 취소되었다.
3월 17일 UEFA는 2020년 유럽 코로나바이러스 유행으로 UEFA 유로 2020(아제르바이잔은 개최국 중 하나)이 1년 연기될 것이라고 발표했다.
3월 23일, 아제르바이잔 그랑프리 주최측은 경기가 연기되었다고 발표했다.